# 拓跋越
拓跋越，北魏追尊的第五位始祖。為索頭部鮮卑族領袖，在位期間不詳，北魏道武帝拓跋珪稱帝時，追諡其為安皇帝。
其事蹟不詳，僅《魏書·序記》記載其名，又統領九十九個部落，有研究認為，拓跋珪追尊的早期始祖，單名者大多為杜撰。